# Kikija
Kikija (na napisih mKi-ik-ki-a je bil 28. vladar Asirije. Na Seznamu asirskih kraljev je umeščen za Sulilijem in pred Akijo. Uvrščen je v skupino vladarjev, "katerih eponimi niso znani", kar kaže, da je vladal pred  obdobjem, v katerem so po voljenih  limmujih poimenovali vladarska leta aktualnega vladarja. Dolžina njegovega vladanja je zato nedoločena.
Njegovo ime je na dveh seznamih asirskih kraljev, na tretjem pa je mesto, kjer bi lahko bil, poškodovano. Omenjen je tudi v napisih dveh naslednikov. Ašur-rim-nišešu (okoli 1398 pr. n. št. - okoli 1391 pr. n. št.) med graditelji obzidja v Ašurju kot prvega omenja Kikijo. Šalmaneser II., ki je dokončal obnovo obzidja, med prejšnjimi graditelji  omenja tudi Kikijo.
Gradnja obrambnega obzidja Ašurja kaže, da je Kikija   dosegel neodvisnost od propadajočega Novosumerskega cesarstva. Prejšnji šakkanakku Asirije (KIŠ.NITA2) in glavni sodnik Zarikum, ki je na obstoječih kopijah seznamov asirskih kraljev izpuščen, je bil sodobnik in vazal Šulgija (okoli 2029 pr. n. št. — okoli 1982 pr. n. št.) in Naram-Sina Urskega (okoli 1981 pr. n. št. - okoli 1973 pr. n. št.), zato se domneva, da je Kikija zagotovo vladal kasneje.
Arthur Ungnad je za imeni Kikija in Ušpija domneval, da sta huritski (BA VI, 5, str. 13), sodobne raziskave pa so njegovo domnevo omajale.